# فيلقية دونالدسونية
فيلقية دونالدسونية (الاسم العلمي:Legionella donaldsonii) هي نوع من البكتيريا يتبع جنس الفيلقية من الفصيلة الفيالقية.